# Японцы в США
Японцы в США (яп. 日系アメリカ人 Никкэй амэрикадзин) — американцы японского происхождения. Среди азиатского населения страны занимают шестое место по численности. Численность — примерно 1,3 млн. чел. включая людей смешанного происхождения. По данным переписи 2000 года, крупнейшие диаспоры проживали в штатах: Калифорния — 395 тыс. чел, Гавайи — 297 тыс., Вашингтон — 56 тыс., Нью-Йорк — 45 тыс. и Иллинойс — 28 тыс. Ежегодно в США иммигрируют около 7 тыс. японцев, составляя всего 4 % от всех иммигрантов из Азии.

## Поколения
Японцами в США и других стран используются термины-самоназвания. Они образуются соединением японских числительных, обозначающих номер поколения иммигрантов, и японского слова «поколение» (яп. 世 сэй).
Так, для иммигрантов в первом поколении употребляется слово иссэй, второго — нисэй, третьего — сансэй, четвёртого — ёнсэй, а пятого — госэй. Термин «никкэй» (яп. 日系) используется социологами по отношению ко всем японским иммигрантам во всех странах.

## Язык
Иммигранты первого и второго поколений обычно говорят на японском, в то же время, владея английским. Родным языком последующих поколений обычно является английский, несмотря на то, что многие из них впоследствии учат японский как иностранный. На Гавайях, где японская диаспора составляет значительную долю от общего населения, японский язык более распространён.

## История
- 1855 г. Первая официальная иммиграция японских рабочих в США, на Гавайи. 676 мужчин, 159 женщин и 108 детей прибыли для работы на сахарных плантациях.
- 1885 г. Первая волна японских мигрантов, главным образом на Гавайи.
- 1902 г. Ёнэдзиро Ногути издаёт первый журнал американских японцев «The American Diary of a Japanese Girl».
- 1907 г. Джентльменское соглашение 1907 года
- 1922 г. Верховный суд США в решении, принятом по делу «Такао Озава против Соединенных Штатов» установил, что японцы не относятся к белой расе и потому не могут получить гражданство США[4].
- 1924 г. Иммиграция из стран Азии, в том числе Японии, была запрещена.
- 1941 г. Нападение на Пёрл-Харбор. Несколько лидеров японской диаспоры были арестованы.
- 1942 г. Президент Франклин Рузвельт подписал закон об интернировании японского населения с западного побережья и помещении в особые лагеря. Антияпонские настроения в США.
- 1959 г. Дэниел Иноуи становится первым американцем японского происхождения в Конгрессе США.
- 1980 г. Правительство создаёт «Комиссию по переселению и интернированию гражданских лиц в военное время» (Commission on Wartime Relocation and Internment of Civilians) для расследования несправедливого отношения к японцам во время Второй мировой войны.